# Puig Punsó
Puig Punsó är en bergstopp i Spanien.   Den ligger i provinsen Província de Lleida och regionen Katalonien, i den nordöstra delen av landet, 500 km öster om huvudstaden Madrid. Toppen på Puig Punsó är 2 474 meter över havet.
Terrängen runt Puig Punsó är bergig västerut, men österut är den kuperad. Runt Puig Punsó är det mycket glesbefolkat, med 3 invånare per kvadratkilometer. Närmaste större samhälle är La Seu d'Urgell, 13,6 km sydväst om Puig Punsó. I omgivningarna runt Puig Punsó växer i huvudsak blandskog.